# 20 mm Oerlikon
L'Oerlikon 20mm è una serie di cannoni automatici prodotti a partire dal 1937, originariamente dall'azienda svizzera Oerlikon Contraves. Furono utilizzati, principalmente in funzione antiaerea, dalle forze navali e terrestri di entrambi gli schieramenti durante la seconda guerra mondiale. Diverse versione dell'arma sono ancora oggi in uso nelle forze armate di molti paesi.

## Storia

### Sviluppo
Nel 1913 Reinhold Becker progettò un cannone automatico da 20 mm, il Becker 20 mm Type M2. Era camerato per la cartuccia 20 × 70 mm RB, aveva una cadenza di tiro di 450 colpi al minuto e impiegava un innovativo sistema di chiusura a massa battente, detto Advanced Primer Ignition (API). Essa fu impiegata in maniera limitata verso la fine di quella guerra, sia come arma antiaerea sia come arma da aereo. 

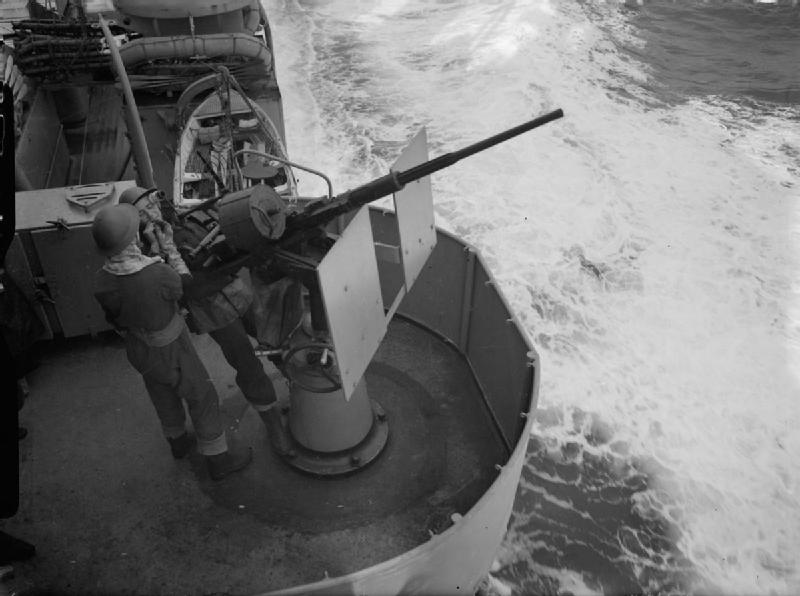
Mitragliera Oerlikon in impianto singolo sull'incrociatore leggero HMS Dido (37).

Dopo la guerra, poiché il trattato di Versailles vietava la produzione di tali armi in Germania, i brevetti ed i progetti della mitragliera furono trasferiti, nel 1919, alla ditta svizzera Seebach Maschinenbau Aktien Gesellschaft (SEMAG), con sede nei pressi di Zurigo. La SEMAG sviluppò ulteriormente l'arma e nel 1924 lanciò la SEMAG L, un'arma più pesante e più potente, camerata per la munizione 20 × 100 mm RB, con una cadenza di tiro salita a 350 colpi/minuto.
Nel 1924 la SEMAG fallì e progetti, macchinari e personale furono rilevati dalla Oerlikon, ditta che prese il nome dal quartiere di Zurigo ove era installata.
Nel 1927 la Oerlikon, accanto all'esistente modello L, iniziò la produzione del modello S in calibro 20 × 100 mm RB, caratterizzata da una maggiore velocità iniziale (necessaria per il tiro anticarro e antiaereo). Una versione migliorata, nota come 1S, seguì nel 1930.
Le tre versioni, che comunque mantenevano lo stesso sistema di funzionamento, continuarono a essere sviluppate in parallelo. Nel 1930 Oerlikon sviluppò le versioni AF e AL per applicazioni aeronautiche su supporti brandeggiabili manualmente, sostituendo il caricatore lineare da 15 colpi con caricatori a tamburo da 15 o 30 colpi.
Nel 1935 seguirono i modelli FF, che sta per Flügelfest, "montati su ala". Tali modelli, destinati all'installazione alare fissa in caccia, erano disponibili in tre versioni, FF, FFL ed FFS in calibri, pesi e cadenze di tiro diverse. Per tali armi, nelle quali non era possibile sostituire il caricatore in volo, furono introdotti nuovi caricatori a tamburo da 45, 60 (il più usato), 75 e 100 colpi.
Durante il periodo di riarmo globale degli anni trenta, diverse aziende straniere acquisirono le licenze Oerlikon per cannoni automatici. In Francia, Hispano-Suiza produsse un derivato della FFS, l'Hispano-Suiza HS.7 e HS.9, per l'installazione tra le bancate dei suoi motori 12 cilindri a V. In Germania, Ikaria sviluppò ulteriormente la mitragliera FF per realizzare la MG FF, camerata per la munizione 20 × 80 mm RB. E la Marina imperiale giapponese, dopo aver valutato tutte e tre le armi, ordinò sviluppi della FF e FFL, denominati Type 99-1 e Type 99-2.
Incorporando i miglioramenti della FFS in un nuovo cannone antiaereo, nel 1938 nacque l'Oerlikon SS, seguita nel 1942 dalla 1SS e nel 1945 dalla 2SS, caratterizzate da una superiore cadenza di tiro.

### Seconda guerra mondiale
Durante la seconda guerra mondiale la Oerlikon nelle varie versioni fu usata da tutti i combattenti, eccetto che dall'Unione Sovietica, sia su affusto imbarcato sia su affusto terrestre sia in installazione aeronautica. I polacchi montavano la FF sul caccia PZL P.24G, mentre ingegneri polacchi esiliati in Gran Bretagna durante la guerra utilizzarono l'Oerlikon come base per lo sviluppo della mitragliera Polsten, impiegata fino agli anni cinquanta anche sui carri Mk VIII Cromwell e Centurion.
I tedeschi armarono con l'Ikaria MG FF diversi loro modelli di aereo, tra i quali il famoso Messerschmitt Bf 109. La Wehrmacht utilizzò anche la versione campale su ruote, nelle versioni denominate Flak 28 e Flak 29.
Il derivato giapponese Type 99 armava invece il caccia Mitsubishi A6M Zero. 

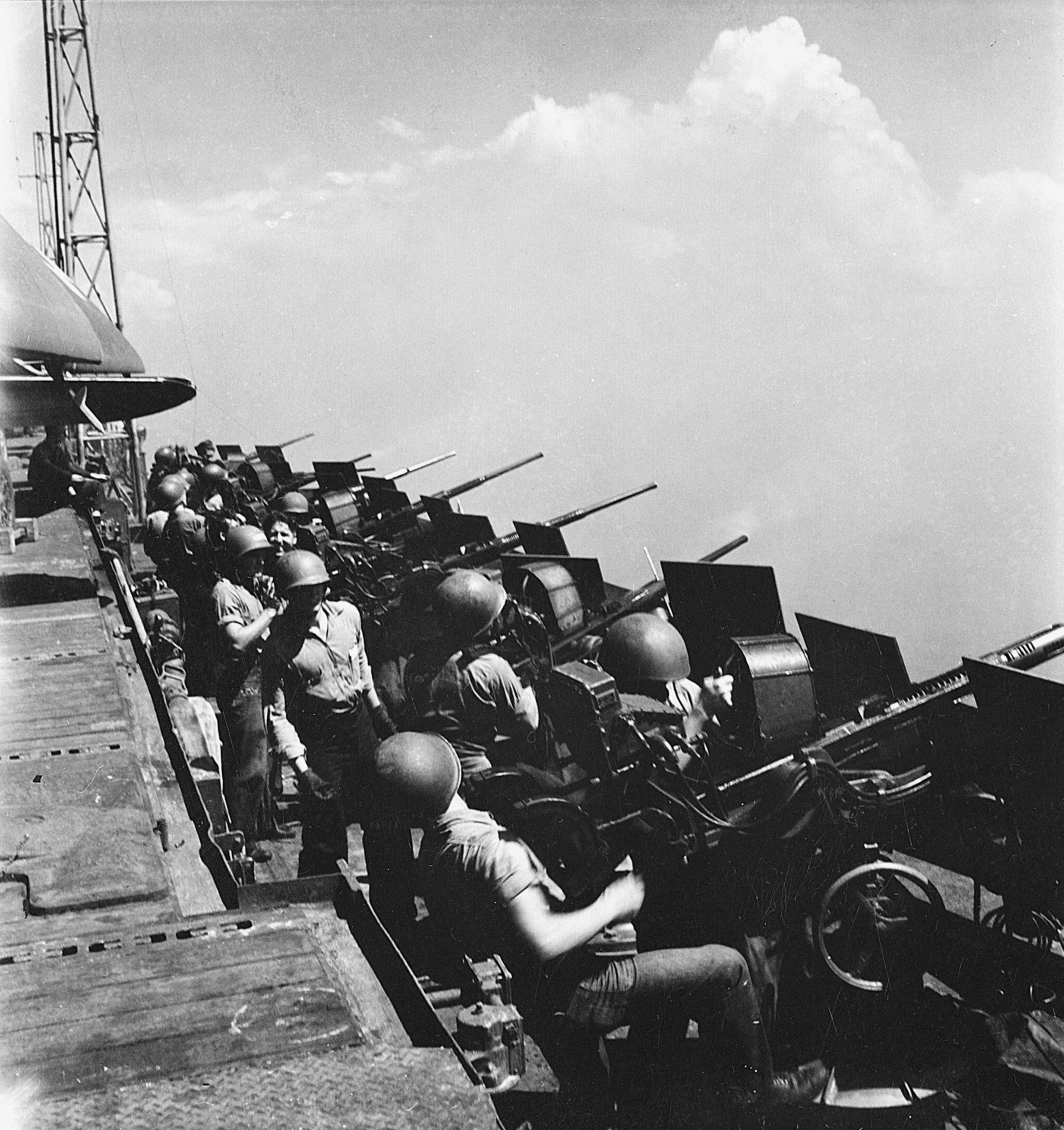
Fila di mitragliere da 20 mm Oerlikon sulla portaerei USS Hornet (CV-12).

La francese Hispano-Suiza immise in servizio i complessi "moteur-canon", costituiti dalle sue mitragliere HS.7 e HS.9 installati tra le bancate dei cilindri dei motori 12X e 12Y e sparanti attraverso il mozzo dell'elica, usati sul Morane-Saulnier MS.406.
Oltre alle applicazioni aeronautiche, il vero successo della Oerlikon fu in campo navale. Dopo un'iniziale diffidenza, la Royal Navy nel 1939 ordinò 1500 esemplari di Oerlikon, delle quali, a causa della resa della Francia, furono consegnate solo 109, usate poi su affusto contraereo in installazione terrestre. Ottenuti segretamente i disegni da Zurigo, nel 1940 iniziò a Londra la produzione di copie che entrarono in servizio con la Royal Navy nel marzo-aprile 1941.
L'arma fu spiegata dalla US Navy fin dal 1942, dove rimpiazzò le mitragliatrici da Browning M2 da 12,7 mm, rispetto alle quali si dimostrò più potente, mentre era più efficace nelle brevi distanze (fino a 1500 m) contro i kamikaze anche rispetto alle artiglierie più pesanti, che a corto raggio aveva difficoltà di inseguimento. Fu progressivamente sostituita nel ruolo contraereo solo dall'arrivo dei cannoni automatici Bofors 40 mm e il 3"/70 Mark 26, mentre continuò a essere usata sugli aerei.
Nella Royal Canadian Navy, la Oerlikon era invece diffusa come arma antinave e antisommergibile.

### Dal dopoguerra a oggi

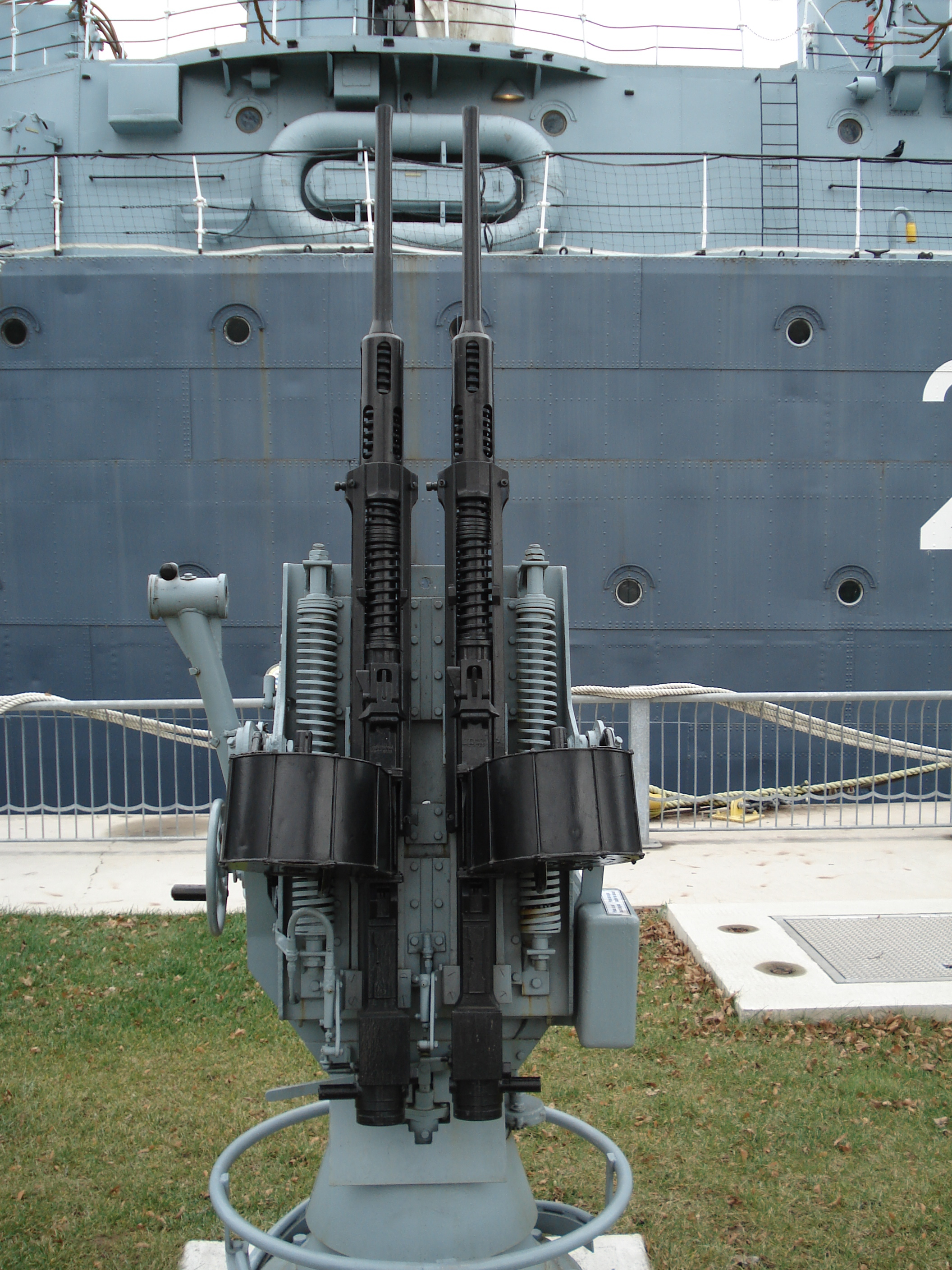
Oerlikon in impianto binato al massimo alzo.

L'arma è stata largamente usata anche dopo il conflitto. Dopo che Oerlikon acquistò la divisione armamenti di Hispano-Suiza nel 1970, il cannone automatico HS.820 divenne Oerlikon KAD, sostituendo le versioni KAA e KAB di Oerlikon. Il cannone automatico HS.820 da 20 mm sviluppato da Hispano-Suiza era principalmente per uso aereo, ma venne maggiormente usato a terra come arma antiaerea.
Le versioni attuali hanno una cadenza di tiro e una velocità iniziale di circa 1000 colpi e 1000 m/s, e sono simili alle Rheinmetall MK 20 Rh202. Nella versione terrestre sono installate in genere su affusti binati o anche singoli (come nel caso di un'arma norvegese), generalmente trainati, mentre la versione navale, meno aggiornata e con un affusto unico equipaggia alcune unità minori per missioni anti-barchini e contraerei ravvicinate, sono in genere presenti in affusto singolo, tipiche delle navi inglesi e francesi. La Oerlikon costituisce anche l'armamento di elaborate torrette a comando manuale tipo la GAM-BO1 inglese.
La mitragliera da 20mm/85 KAA costituisce una versione migliorata della versione da 20 mm/70 ed è stata utilizzata dalla Royal Navy su varie unità navali, fra cui le fregate lanciamissili Type 22 e Type 23.

### Le Oerlikon italiane
Nel 1940 anche il Regno d'Italia acquisì alcune centinaia di esemplari della mitragliera Oerlikon, in particolare nella versione 1S, denominata dalle regie forze armate Cannone-mitragliera da 20/70 Oerlikon, in riferimento alla lunghezza della canna espressa in calibri. La versione imbarcata, su impianto binato a comando manuale, venne ampiamente usata nell'ammodernamento dell'artiglieria antiaerea imbarcata, come ad esempio sui cacciatorpediniere Classe Navigatori e classe Mirabello.
La versione campale invece armava il Regio Esercito, i battaglioni da sbarco della Regia Marina ed i battaglioni CC.NN.. Si trattava di una versione per il tiro contraereo e controcarro, installata su treppiede e trainabile tramite l'installazione di due ruote pneumatiche; l'arma poteva fare fuoco anche sulle ruote, con una limitazione del brandeggio a 60°. In configurazione di marcia l'arma ha una può essere trainata da mezzi ruotati o, per brevi tratti, a mano, ruotando la canna in direzione del senso di marcia e riducendo così la profondità del traino. In batteria invece le ruote vengono smontate ed il pezzo, sul suo treppiede, consente un brandeggio tramite volantino su 360° e un alzo da -15° a +90°. Altri pezzi, su affusto a candeliere, vennero usati in postazione fissa antiaerea dalla Milizia per la difesa antiaerea territoriale.
Nel dopoguerra i pezzi campali rimasero in servizio per qualche anno, mentre in versione navale la Oerlikon da 20 mm trova ancora impiego sul naviglio minore, nella versione KAD, come ad esempio sui cacciamine classe Lerici della Marina Militare.

## Tecnica
L'Oerlikon da 20 mm è un'arma automatica funzionante a chiusura labile a massa battente; l'otturatore tenuto in chiusura unicamente dall'inerzia della sua massa e dalla molla di ritorno. Il sistema Advanced Primer Ignition, brevettato proprio da Reinhold Becker, è basato su un percussore fisso sull'otturatore, in modo da provocare l'innesco della cartuccia un tempuscolo prima della completa chiusura dell'otturatore. In questo modo alla massa dell'otturatore e alla spinta della molla si aggiunge, a garantire la chiusura, l'inerzia dell'otturatore che ancora si sta muovendo in avanti. La culatta si apre quindi dopo un ritardo che consente al proiettile di lasciare la canna, quando la pressione dei gas nella canna è scesa a un livello di sicurezza. La grossa molla di recupero è avvolta anteriormente intorno alla canna.
La canna, originalmente lunga 70 calibri, è stata sviluppata anche in 85 calibri.
La camera di scoppio è più lunga della cartuccia e questo comporta un particolare disegno del bossolo; esso infatti è del tipo "ribated rimless" ed ha pareti rettilinee, in modo da scorrere avanti ed indietro nella camera di scoppio cilindrica in modo da permettere all'otturatore con il suo espulsore ad artiglio di adattarsi all'interno della camera di scoppio; la spalla, poco accentuata, al momento dell'esplosione del colpo non trova la controspalla nella camera e quindi il colletto si espande. Per facilitare il movimento relativo tra bossolo e camera di scoppio, entrambe cilindriche, le munizioni dovevano essere oliate; questo inconveniente venne eliminato durante la seconda guerra mondiale con la modifica della camera di scoppio, dove apposite scanalature permettevano ai gas di infiltrarsi tra bossolo e parete della culatta, facilitando l'estrazione. I bossoli spenti vengono espulsi da sotto la culatta.
Il caricatore più utilizzato è quello a tamburo da sessanta colpi, comunque insufficiente durante il fuoco prolungato, tanto che alcune versioni adottano un'alimentazione a nastro. Il fuoco è controllato da un grilletto posto sulla manopola destra dell'arma.
Le forze armate delle diverse nazioni svilupparono numerosi tipi di installazione per la stessa arma. La versione navale tipo è in installazione singola, su affusto a piedistallo con scudatura per i serventi. Solitamente l'arma è operata manualmente, direttamente dal cannoniere che è ancorato all'arma da spallacci e cinture, mentre l'altezza dell'affusto è regolabile in funzione dell'alzo e delle dimensioni del cannoniere. Oltre al cannoniere, solitamente ogni pezzo è servito da un addetto al caricamento ed eventualmente da un capo-pezzo. Dalla seconda guerra mondiale in poi sono stati sviluppati affusti sempre più complessi, binati e quadrinati, sia per uso campale sia imbarcati.
| Modello        | Anno  | Calibro        | Peso (kg) | Velocità iniziale (m/s) | Cadenza di tiro (colpi/min) |
| -------------- | ----- | -------------- | --------- | ----------------------- | --------------------------- |
| cannone Becker | 1914  | 20 × 70 mm RB  | 43        | 490                     | 450                         |
| SEMAG L        | 1924  | 20 × 100 mm RB |           |                         | 350                         |
| Oerlikon S     | 1927  | 20 × 100 mm RB |           | 850                     | 280                         |
| Oerlikon 1S    | 1930  | 20 × 100 mm RB |           | 850                     | 280                         |
| Oerlikon FF    | 1935a | 20 × 72 mm RB  | 24        | 550-600                 | 520                         |
| Oerlikon FFL   | 1935  | 20 × 72 mm RB  | 30        | 675                     | 500                         |
| Oerlikon FFS   | 1935  | 20 × 72 mm RB  | 39        | 830                     | 470                         |
| Oerlimon SS    | 1938  | 20 × 72 mm RB  |           |                         |                             |
| Oerlimon 1SS   | 1942  | 20 × 72 mm RB  |           |                         |                             |
| Oerlikon 2SS   | 1945  | 20 × 72 mm RB  |           |                         | 650                         |